# Листопадово
Листопа́дово (укр. Листопадове) — село в Новомиргородской городской общине Новоукраинского района Кировоградской области Украины.
До 2020 года входило в Новомиргородский район
Население по переписи 2001 года составляло 1234 человека. Почтовый индекс — 26012. Телефонный код — 5256. Код КОАТУУ — 3523884001.
Протекает река Турия.